# Чулково (Вологодская область)
Чулково — деревня в Белозерском районе Вологодской области.
Входит в состав Антушевского сельского поселения, с точки зрения административно-территориального деления — в Антушевский сельсовет.
Расположена на берегу Лозского озера. Расстояние по автодороге до районного центра Белозерска составляет 17 км, до центра муниципального образования села Антушево — 2 км. Ближайшие населённые пункты — Антушево, Зорино, Ростани.
Население по данным переписи 2002 года — 40 человек (18 мужчин, 22 женщины). Преобладающая национальность — русские (97 %).